# 氯化铯
氯化铯是一种无机盐，分子式为CsCl。氯化铯型结构是一种很重要的晶体结构。

## 晶体结构
氯化铯晶體是簡單立方晶體。采取这种晶体结构的化合物包括CsCl，CsBr，CsI，TlCl，TlBr和NH4Cl等。

## 物理性质
氯化铯晶体为白色固体，密度为3.99g/㎝³。其熔点为645℃，沸点为1295℃。
| Т (°C)     | 0     | 10    | 20    | 25    | 30    | 40    | 50    | 60    | 70    | 80    | 90    | 100   |
| S (重量％) | 61.83 | 63.48 | 64.96 | 65.64 | 66.29 | 67.50 | 68.60 | 69.61 | 70.54 | 71.40 | 72.21 | 72.96 |

## 化学性质
氯化銫的水溶液呈中性。
由氯化铯制备硫酸铯时，在浓硫酸或硫酸氢铯加热，温度为550-700℃：
1. 2 CsCl + H2SO4 → Cs2SO4+ HCl
2. CsCl + CsHSO4 → Cs2SO4 + HCl

氯化铯可与其他多种氯化物形成复盐。例子包括2CsCl·BaCl2，2CsCl·CuCl2, CsCl·2CuCl和CsCl·LiCl等。
或与卤素互化物反应：
1. CsCl + ICl3 → Cs[ICl4]

## 制法

### 工业制法
在工业上，氯化铯可用铯榴石制备：
在加热条件下，用盐酸处理，得到氯化铯。
之后用三氯化锑、氯化碘或氯化铈(IV)精制，得到难溶的复盐，后用硫化氢处理。
1. CsCl + SbCl3 → CsSbCl4
2. 2 CsSbCl4 + 3 H2S → 2 CsCl + Sb2S3 + 8 HCl

重结晶后的Cs[ICl2]（或Cs[ICl4]）通过热分解，也可制备高纯度的氯化铯。
1. Cs[ICl2] → 2 CsCl + ICl

### 实验室制法
氯化铯可通过氢氧化铯或碳酸铯与盐酸反应并重结晶提纯制得。
1. CsOH + HCl → CsCl + H2O
2. Cs2CO3 + 2 HCl → 2 CsCl + 2 H2O + CO2

## 用途
氯化铯在原子能工业中和氯化钚配对，熔盐电解制备金属钚。
得益于其溶液的高密度特性，氯化铯溶液在离心管中能形成自上而下密度逐渐增加的连续密度梯度，因而在生物研究上被广泛用于离心分离病毒和其他分子。
氯化铯常用作分析试剂，如作显微镜分析、光谱分析试剂。气相色谱固定液，用于三价铬和镓的点滴分析、联苯和三联苯的高温色谱分析。
氯化铯还用于医药工业、X射线荧光屏和光电管材料。也用于制取金属铯、铯盐和及作为铯单晶的原料。
很稀的氯化铯能提高乙酰胆碱酯酶的活性。